# 北海道サッカーリーグ
北海道サッカーリーグ（ほっかいどうサッカーリーグ）は、日本の北海道に所在する第1種登録のクラブチームが参加するサッカーリーグである。日本全国に9つある地域リーグのひとつである。

## 概要
北海道サッカーリーグの下に4つのブロックリーグが設けられており、その下に地区単位のリーグが設けられている。日本サッカーのリーグ構成において北海道サッカーリーグそのものは5部、その下の4地区に分かれたブロックリーグは6部以下に相当する。
北海道各地から8チームが参加して争われ、優勝チームは全国地域サッカーチャンピオンズリーグに出場する。また、下位チームには後述の通り、ブロックリーグへの降格制度がある。
なお、当リーグに参加する都道府県は北海道のみであるが、地域リーグとして扱われる。北海道においてはブロックリーグが、他の都府県に存在する都道府県リーグに相当するリーグとなる。
また、日本全国の9地域リーグ中、現在まで唯一北海道リーグのみがJFLへチームを輩出した事がない状況である。

## 沿革
創設は1978年で、これによりすべての地域にサッカーリーグがそろう形となった。この年は予選により選出された4チームが参加し、函館76FC（現：ブラックペッカー函館FC）が優勝した。その後翌年の1979年には6チーム、1980年には8チーム、1984年には10チームに拡大された。
2003年より2部リーグが廃止され、代わってブロックリーグが新設されている。
2009年からはチーム数が8から6に削減された。このことについて当時の北海道サッカー協会理事長・熊谷輝男は、生き残りを賭けた厳しい試合を期待するとともに、過密日程を避けることが期待されると述べている。2011年からは再び8チームによる開催となっている。
2020年は新型コロナウイルス感染症流行の影響により、対戦が1回総当たりに削減されたほか、北海道リーグからの降格を行わないものとした（ブロックリーグからの昇格は行う）。またこのため、2021年は10チーム1回総当たりでの実施となり、9位・10位は自動降格、7位・8位はブロックリーグ決勝大会へ出場となった。

## 地区協会と地域区分
| 地域リーグ | ブロックリーグ | ブロックリーグ        | ブロックリーグ        | 地区リーグ | 管轄地域                           |
| 地域リーグ | 2019年より     | 2012年より 2018年まで | 2003年より 2011年まで | 地区リーグ | 管轄地域                           |
| ---------- | -------------- | --------------------- | --------------------- | ---------- | ---------------------------------- |
| 北海道     | 札幌           | 札幌                  | 道央                  | 札幌       | 石狩振興局北部                     |
| 北海道     | 道央道北       | 道央                  | 道央                  | 千歳       | 石狩振興局南部                     |
| 北海道     | 道央道北       | 道央                  | 道央                  | 小樽       | 後志総合振興局                     |
| 北海道     | 道央道北       | 道央                  | 道北                  | 空知       | 空知総合振興局南部                 |
| 北海道     | 道央道北       | 道北                  | 道北                  | 北空知     | 空知総合振興局北部                 |
| 北海道     | 道央道北       | 道北                  | 道北                  | 旭川       | 上川総合振興局南部・留萌振興局南部 |
| 北海道     | 道央道北       | 道北                  | 道北                  | 道北       | 上川総合振興局北部・留萌振興局北部 |
| 北海道     | 道央道北       | 道北                  | 道北                  | 宗谷       | 宗谷総合振興局                     |
| 北海道     | 道南           | 道南                  | 道南                  | 函館       | 渡島総合振興局・檜山振興局         |
| 北海道     | 道南           | 道南                  | 道南                  | 室蘭       | 胆振総合振興局西部                 |
| 北海道     | 道南           | 道南                  | 道南                  | 苫小牧     | 胆振総合振興局東部・日高振興局     |
| 北海道     | 道東           | 道東                  | 道東                  | 十勝       | 十勝総合振興局                     |
| 北海道     | 道東           | 道東                  | 道東                  | 釧路       | 釧路総合振興局                     |
| 北海道     | 道東           | 道東                  | 道東                  | 根室       | 根室振興局                         |
| 北海道     | 道東           | 道東                  | 道東                  | オホーツク | オホーツク総合振興局               |

## 参加チーム（2025年）
チーム名の並びは前年の順位上位からの順。
|   | チーム名               | ブロック | 地区   | 備考                    |
| - | ---------------------- | -------- | ------ | ----------------------- |
| 1 | 北海道十勝スカイアース | 道東     | 十勝   |                         |
| 2 | BTOP北海道             | 道央道北 | 空知   |                         |
| 3 | 札大GOAL PLUNDERERS    | 札幌     | 札幌   |                         |
| 4 | ノルブリッツ北海道FC   | 札幌     | 札幌   |                         |
| 5 | ASC北海道              | 道南     | 苫小牧 |                         |
| 6 | カナーレ小樽           | 道央道北 | 小樽   |                         |
| 7 | 日本製鉄室蘭           | 道南     | 室蘭   | 昇格（ブロック決勝1位） |
| 8 | sabas                  | 札幌     | 札幌   | 昇格（ブロック決勝2位） |

## 歴代成績

### 1978年 - 1988年
| 回 | 年度 | 優勝       | 2位        | 3位                  | 4位                  | 5位                  | 6位            | 7位        | 8位            | 9位                  | 10位       |
| -- | ---- | ---------- | ---------- | -------------------- | -------------------- | -------------------- | -------------- | ---------- | -------------- | -------------------- | ---------- |
| 1  | 1978 | 函館76FC   | 北蹴会     | 函館マツダ           | 札幌蹴球団           |                      |                |            |                |                      |            |
| 2  | 1979 | 新日鐵室蘭 | 札幌蹴球団 | 函館76FC             | 北蹴会               | 函館マツダ           | 室蘭クラブ     |            |                |                      |            |
| 3  | 1980 | 函館76FC   | 日石室蘭   | 新日鐵室蘭           | 函館マツダ           | 北蹴会               | 札幌蹴球団     | 室蘭クラブ | 函王クラブ     |                      |            |
| 4  | 1981 | 札幌マツダ | 日石室蘭   | 函館76FC             | 新日鐵室蘭           | 函館マツダ           | 小樽蹴友会     | 北蹴会     | 札幌蹴球団     |                      |            |
| 5  | 1982 | 新日鐵室蘭 | 札幌マツダ | ブラックペッカー函館 | 小樽蹴友会           | 日石室蘭             | 函館マツダ     | 北蹴会     | よつ葉FC       |                      |            |
| 6  | 1983 | 札幌マツダ | 新日鐵室蘭 | ブラックペッカー函館 | 日石室蘭             | 札幌蹴球団           | 北蹴会         | 函館マツダ | 小樽蹴友会     |                      |            |
| 7  | 1984 | 札幌マツダ | 新日鐵室蘭 | 札幌大学OB           | 札幌蹴球団           | 函館マツダ           | 北蹴会         | 小樽蹴友会 | 室蘭教員       | ブラックペッカー函館 | 日石室蘭   |
| 8  | 1985 | 札幌蹴球団 | 札幌大学OB | 札幌マツダ           | ブラックペッカー函館 | 小樽蹴友会           | 新日鐵室蘭     | 函館マツダ | 日本製鋼所室蘭 | 北蹴会               | 室蘭教員   |
| 9  | 1986 | 札幌蹴球団 | 札幌マツダ | 札幌大学OB           | 函館マツダ           | ブラックペッカー函館 | 新日鐵室蘭     | 北蹴会     | 日本製鋼所室蘭 | 小樽蹴友会           | 日石室蘭   |
| 10 | 1987 | 札幌マツダ | 札幌蹴球団 | ブラックペッカー函館 | 旭川大雪クラブ       | 札幌大学OB           | 北蹴会         | 函館マツダ | 小樽蹴友会     | 日本製鋼所室蘭       | 新日鐵室蘭 |
| 11 | 1988 | 札幌マツダ | 札幌蹴球団 | 函館マツダ           | ブラックペッカー函館 | 札幌大学OB           | 旭川大雪クラブ | 日石室蘭   | 小樽蹴友会     | 日本製鋼所室蘭       | 北蹴会     |

### 1989年 - 2002年（2部制時代）

#### 1部リーグ
| 回 | 年度 | 優勝           | 2位            | 3位                  | 4位                  | 5位                  | 6位                  | 7位                  | 8位                  | 9位        | 10位       |
| -- | ---- | -------------- | -------------- | -------------------- | -------------------- | -------------------- | -------------------- | -------------------- | -------------------- | ---------- | ---------- |
| 12 | 1989 | 札幌マツダ     | 札幌大学OB     | 新日鐵室蘭           | 札幌蹴球団           | ほくでん             | ブラックペッカー函館 | 旭川大雪クラブ       | 日石室蘭             | 函館マツダ | 小樽蹴友会 |
| 13 | 1990 | 新日鐵室蘭     | 札幌蹴球団     | 札幌マツダ           | ほくでん             | 函館マツダ           | ブラックペッカー函館 | 旭川大雪クラブ       | 山陽国策パルプ       | 日石室蘭   | 札幌大学OB |
| 14 | 1991 | 札幌マツダ     | ほくでん       | 新日鐵室蘭           | 札幌蹴球団           | 函館マツダ           | 旭川大雪クラブ       | ブラックペッカー函館 | 函館市役所           |            |            |
| 15 | 1992 | ほくでん       | アンフィニ札幌 | 新日鐵室蘭           | 旭川大雪クラブ       | 札幌蹴球団           | 函館マツダ           | ブラックペッカー函館 | 札幌大学OB           |            |            |
| 16 | 1993 | 北海道電力     | アンフィニ札幌 | 札幌蹴球団           | 新日鐵室蘭           | JSW室蘭              | ブラックペッカー函館 | 旭川大雪クラブ       | 函館マツダ           |            |            |
| 17 | 1994 | 新日鐵室蘭     | 北海道電力     | 札幌蹴球団           | アンフィニ札幌       | JSW室蘭              | 旭川大雪クラブ       | 札幌第一クラブ       | ブラックペッカー函館 |            |            |
| 18 | 1995 | 北海道電力     | 札幌蹴球団     | 新日鐵室蘭           | 旭川大雪クラブ       | 札幌第一クラブ       | 日本製紙勇払         | アンフィニ札幌       | JSW室蘭              |            |            |
| 19 | 1996 | 北海道電力     | 札幌大学OB     | 札幌蹴球団           | 新日鐵室蘭           | アンフィニ札幌       | 日本製紙勇払         | 旭川大雪クラブ       | 札幌第一クラブ       |            |            |
| 20 | 1997 | 北海道電力     | 札幌大学OB     | アンフィニ札幌       | 札幌蹴球団           | ブラックペッカー函館 | 新日鐵室蘭           | 日本製紙勇払         | 旭川大雪             |            |            |
| 21 | 1998 | 北海道電力     | 新日鐵室蘭     | 札幌蹴球団           | アンフィニ札幌       | 帯広FC               | ブラックペッカー函館 | 札幌大学OB           | 日本製紙勇払         |            |            |
| 22 | 1999 | 北海道電力     | 札幌蹴球団     | 帯広FC               | ブラックペッカー函館 | 新日鐵室蘭           | VANKEI.FC            |                      |                      |            |            |
| 23 | 2000 | 北海道電力     | 札幌蹴球団     | 帯広FC               | ブラックペッカー函館 | 新日鐵室蘭           | 日本製紙勇払         |                      |                      |            |            |
| 24 | 2001 | 夕張ベアフット | 北海道電力     | ブラックペッカー函館 | 札幌蹴球団           | 帯広FC               | 新日鐵室蘭           |                      |                      |            |            |
| 25 | 2002 | 夕張ベアフット | 北海道電力     | 札幌サンクFC         | 札幌蹴球団           | 帯広FC               | ブラックペッカー函館 |                      |                      |            |            |

#### 2部リーグ
| 回 | 年度 | 優勝               | 2位                | 3位          | 4位              | 5位            | 6位            | 7位            | 8位            |
| -- | ---- | ------------------ | ------------------ | ------------ | ---------------- | -------------- | -------------- | -------------- | -------------- |
| 12 | 1989 | 山陽国策パルプ     | 日本製鋼所室蘭     | 北蹴会       | レッドパンサー   |                |                |                |                |
| 13 | 1990 | 函館市役所         | 日本製鋼所室蘭     | 北蹴会       | 旭川蹴球団       | 小樽蹴友会     | レッドパンサー |                |                |
| 14 | 1991 | 札幌大学OB         | 日本石油室蘭       | 小樽蹴友会   | 室蘭蹴球倶楽部   | 日本製鋼所室蘭 | 山陽国策パルプ | 旭川蹴球団     | 北蹴会         |
| 15 | 1992 | 日本製鋼所室蘭     | 山陽国策パルプ     | 日本石油室蘭 | 旭蹴会           | 旭川蹴球団     | 室蘭蹴球倶楽部 | 小樽蹴友会     | 函館市役所     |
| 16 | 1993 | 札幌第一クラブ     | 札幌大学OB         | 日本石油室蘭 | 室蘭蹴球倶楽部   | 旭蹴会         | 小樽蹴友会     | 日本製紙勇払   | 旭川蹴球団     |
| 17 | 1994 | 日本製紙勇払       | 函館マツダ         | 日本石油室蘭 | 札幌大学OB       | 旭蹴会         | 白石クラブ     | 小樽蹴友会     | 室蘭蹴球倶楽部 |
| 18 | 1995 | 札幌大学OB         | ブラックペッカーFC | 函館マツダ   | 小樽蹴友会       | BIG 1          | 日本石油室蘭   | 旭蹴会         | 白石クラブ     |
| 19 | 1996 | ブラックペッカーFC | BIG 1              | JSW室蘭      | 小樽蹴友会       | 函館マツダ     | 旭蹴会         | 日本石油室蘭   | 駒澤大学OB     |
| 20 | 1997 | 帯広FC             | 札幌第一クラブ     | JSW室蘭      | 旭蹴会           | 小樽蹴友会     | 日本石油室蘭   | 函館マツダ     | BIG 1          |
| 21 | 1998 | VANKEI FC          | JSW室蘭            | 函館マツダ   | 札幌第一クラブ   | 旭川大雪クラブ | 旭蹴会         | 日本石油室蘭   | 小樽蹴友会     |
| 22 | 1999 | 日本製紙勇払       | 千歳ボンバーズ     | 札幌大学OB   | 函館マツダ       | JSW室蘭        | 札幌第一クラブ | 旭川大雪クラブ | 旭蹴会         |
| 23 | 2000 | 夕張ベアフット     | 札幌大学OB         | VANKEI FC    | JSW室蘭          | 千歳ボンバーズ | 函館マツダ     |                |                |
| 24 | 2001 | 札幌サンクFC       | えり善真木VANKEI   | 札幌大学OB   | 千歳ボンバーズ   | JSW室蘭        | 日本製紙勇払   |                |                |
| 25 | 2002 | 千歳ボンバーズ     | トヨタ自動車北海道 | 新日鐵室蘭   | えり善真木VANKEI | 札幌大学OB     | JSW室蘭        |                |                |

### 2003年 -
| 回 | 年度 | 優勝                   | 2位                    | 3位                  | 4位                  | 5位                  | 6位                  | 7位                  | 8位                 | 9位        | 10位   |
| -- | ---- | ---------------------- | ---------------------- | -------------------- | -------------------- | -------------------- | -------------------- | -------------------- | ------------------- | ---------- | ------ |
| 26 | 2003 | 北海道電力             | ベアフット北海道       | 札幌蹴球団           | ブラックペッカー函館 | 札幌サンクFC         | トヨタ自動車北海道   | VANKEI.FC            | 千歳ボンバーズ      |            |        |
| 27 | 2004 | ノルブリッツ北海道     | ベアフット北海道       | ブラックペッカー函館 | サンクFCくりやま     | トヨタ自動車北海道   | 札幌蹴球団           | R・シュペルブ釧路    | VANKEI.FC           |            |        |
| 28 | 2005 | ノルブリッツ北海道     | ブラックペッカー函館   | ACSC                 | ベアフット北海道     | 札幌蹴球団           | サンクFCくりやま     | トヨタ自動車北海道   | R・シュペルブ釧路   |            |        |
| 29 | 2006 | ノルブリッツ北海道     | ベアフット北海道       | 札幌蹴球団           | ブラックペッカー函館 | トヨタ自動車北海道   | とかちフェアスカイ   | サンクFCくりやま     | ACSC                |            |        |
| 30 | 2007 | ノルブリッツ北海道     | 札幌ウインズFC         | ベアフット北海道     | トヨタ自動車北海道   | 札幌蹴球団           | ブラックペッカー函館 | とかちフェアスカイ   | 北蹴会              |            |        |
| 31 | 2008 | ノルブリッツ北海道     | 札幌蹴球団             | ベアフット北海道     | トヨタ自動車北海道   | 札幌ウインズFC       | R・シュペルブ釧路    | ブラックペッカー函館 | SSSシェフィールド   |            |        |
| 32 | 2009 | 札大GP                 | ノルブリッツ北海道     | 札幌蹴球団           | 札幌ウインズFC       | ベアフット北海道     | トヨタ自動車北海道   |                      |                     |            |        |
| 33 | 2010 | 札大GP                 | ノルブリッツ北海道     | 札幌蹴球団           | 六花亭マルセイズ     | ブラックペッカー函館 | 札幌ウインズFC       |                      |                     |            |        |
| 34 | 2011 | ノルブリッツ北海道     | 札大GP                 | 十勝フェアスカイ     | 六花亭マルセイズ     | 札幌蹴球団           | 駒澤OB・FC           | ブラックペッカー函館 | 岩見沢FC北蹴会      |            |        |
| 35 | 2012 | ノルブリッツ北海道     | 十勝フェアスカイ       | 札大GP               | 札幌蹴球団           | トヨタ自動車北海道   | 六花亭マルセイズ     | 駒澤OB・FC           | アンフィニVANKEI.FC |            |        |
| 36 | 2013 | ノルブリッツ北海道     | 十勝フェアスカイ       | 札大GP               | 札幌蹴球団           | 六花亭マルセイズ     | 新日鐵住金室蘭       | 岩見沢FC北蹴会       | トヨタ自動車北海道  |            |        |
| 37 | 2014 | 十勝フェアスカイ       | 札幌蹴球団             | ノルブリッツ北海道   | 新日鐵住金室蘭       | 札大GP               | 岩見沢FC北蹴会       | R・シュペルブ釧路    | 駒澤OB・FC          |            |        |
| 38 | 2015 | 札幌蹴球団             | ノルブリッツ北海道     | 十勝フェアスカイ     | 日本通運FC           | 札大GP               | 岩見沢FC北蹴会       | 新得FC               | 新日鐵住金室蘭      |            |        |
| 39 | 2016 | ノルブリッツ北海道     | 十勝フェアスカイ       | 札幌蹴球団           | 札大GP               | 日本通運FC           | 岩見沢FC北蹴会       | 札幌北大クラブ       | VERDELAZZO旭川      |            |        |
| 40 | 2017 | 十勝FC                 | 札幌蹴球団             | ノルブリッツ北海道   | 札大GP               | 新日鐵住金室蘭       | 北蹴会 岩見沢        | 日本通運FC           | 旭蹴会              |            |        |
| 41 | 2018 | 北海道十勝スカイアース | ノルブリッツ北海道     | 札幌蹴球団           | 新日鐵住金室蘭       | 北蹴会 岩見沢        | トヨタ自動車北海道   | 札大GP               | VERDELAZZO旭川      |            |        |
| 42 | 2019 | 北海道十勝スカイアース | 札幌蹴球団             | ノルブリッツ北海道   | 日本製鉄室蘭         | 北蹴会 岩見沢        | 日本通運FC           | トヨタ自動車北海道   | R・シュペルブ釧路   |            |        |
| 43 | 2020 | 北海道十勝スカイアース | ノルブリッツ北海道     | 日本製鉄室蘭         | 札幌蹴球団           | 新得FC               | 日本通運FC           | 札大GP               | 北蹴会 岩見沢       |            |        |
| 44 | 2021 | 北海道十勝スカイアース | ノルブリッツ北海道     | 札大GP               | 札幌蹴球団           | 北蹴会 岩見沢        | 日本製鉄室蘭         | 新得FC               | R・シュペルブ釧路   | 日本通運FC | 旭蹴会 |
| 45 | 2022 | BTOPサンクくりやま     | 北海道十勝スカイアース | ノルブリッツ北海道   | 札幌蹴球団           | 北蹴会 岩見沢        | 札大GP               | 日本製鉄室蘭         | ASC北海道           |            |        |
| 46 | 2023 | BTOP北海道             | 北海道十勝スカイアース | ノルブリッツ北海道   | 札大GP               | 北蹴会 岩見沢        | 旭蹴会               | 札幌蹴球団           | 日本通運FC          |            |        |
| 47 | 2024 | 北海道十勝スカイアース | BTOP北海道             | 札大GP               | ノルブリッツ北海道   | ASC北海道            | Canale小樽           | 北蹴会 岩見沢        | 旭蹴会              |            |        |

| 昇 格 |
| 降 格 |

チーム名の変更
- 函館76FC → ブラックペッカー函館FC
- 新日鐵室蘭 → 新日鐵住金室蘭 → 日本製鉄室蘭
- 札幌マツダ → アンフィニ札幌（アンフィニVANKEI.FCとは異なる）
- 日本製鋼所室蘭 → JSW室蘭
- ほくでん → 北海道電力 → クラブフィールズ・ノルブリッツ北海道 → ノルブリッツ北海道FC
- 山陽国策パルプ → 日本製紙勇払
- 夕張ベアフット → ベアフット北海道
- 札幌サンクFC → サンクFCくりやま → BTOPサンクくりやま → BTOP北海道
- VANKEI.MAKI.FC → えり善真木VANKEI.FC → VANKEI.FC → アンフィニVANKEI.FC
- 北蹴会 → 岩見沢FC北蹴会 → 北蹴会 岩見沢
- ACSC → リオグージョ旭川
- とかちフェアスカイ → 十勝フェアスカイ → 十勝FC → 北海道十勝スカイアース

## 昇格・降格

### 日本フットボールリーグへの昇格
優勝チームは全国地域サッカーチャンピオンズリーグに出場する。日本フットボールリーグ（JFL）への昇格については全国地域サッカーチャンピオンズリーグ#昇格を参照のこと。

### 北海道の下部リーグとの入れ替え
ここでは1リーグ制になった2003年以降について述べる。
まず、北海道サッカーリーグの下部リーグであるブロックリーグは、札幌ブロックリーグ・道央・道北ブロックリーグ・道南ブロックリーグ・道東ブロックリーグの4つに分かれて行われ（2019年現在。以前の制度は「地区協会と地域区分」節を参照）、それぞれのブロックで優勝したチームがブロックリーグ決勝大会を行う。このブロック決勝大会の順位により昇格チームが決定される。
- 2003年と2004年は、北海道8位とブロック決勝1位が自動入替。北海道7位とブロック決勝2位が入替戦を行っていた。入替戦の内容は北海道7位のチームのホームで行われる一発勝負で、同点の場合延長戦は行わずに北海道7位のチームの残留が決まるという北海道7位のチーム側に有利な入替戦だった。
- 2005年は、北海道8位とブロック決勝1位が自動入替。北海道7位とブロック決勝2位が入れ替え戦というところまでは変わらないが、入替戦の内容はホーム・アンド・アウェー方式に変更となった。
- 2006年以降は入替戦が廃止となり北海道下位2チームとブロック決勝上位2チームが自動入替となりこれ以降基本的に北海道リーグの入替はこのシステムが採用されることとなる。
  - 2008年は、来期以降が6チーム制に変更になることを受けての暫定的な処置として、北海道下位3チームが自動降格、ブロック決勝1位のチームが自動昇格という内容で行われた。
  - 2010年は当初は前年までと同様のシステム（2チーム入れ替え）で行う予定であった[8] ものの、ブロックリーグ決勝大会を前に翌年の北海道リーグ参加枠を6チームから8チームに戻すことに急遽決定[9]、それに伴い北海道からの降格は1チーム、ブロック決勝の昇格は上位3チームに変更となった[9][10]。
  - 2012年以降は従来の4ブロックリーグ（道央・道南・道東・道北）に加え、札幌ブロックリーグが新たに発足する。これに伴い、ブロックリーグ決勝大会の参加チームは6チーム（開催地のブロックからは2チーム出場）に拡大された[11]。
  - 2019年から道央と道北の2ブロックが統合し道央・道北ブロックリーグが発足した事に伴い、ブロックリーグが4つに減り、ブロックリーグ決勝大会の参加チームは4チームとなった[12]。
  - 2020年は新型コロナウイルス感染症流行の影響により、北海道リーグへの昇格は従来通りブロックリーグ決勝大会の上位2チームとするが、北海道リーグからの降格は行わないものとした[4]。
  - 2021年は上記の変更により北海道リーグが10チームとなるため、北海道リーグの9位・10位チームは自動降格、北海道リーグの7位・8位チームはブロックリーグ決勝大会に出場するものとした。なおブロックリーグ決勝大会からは2チームが北海道リーグに残留または昇格する[5]。